# Цигељ
Цигељ (слч. Cigeľ) насељено је мјесто са административним статусом сеоске општине (слч. obec) у округу Прјевидза, у Тренчинском крају, Словачка Република.

## Становништво
| Година:    | 1994. | 2004.   | 2014.    | 2024.   |
| ---------- | ----- | ------- | -------- | ------- |
| Број људи: | 976   | 1036    | 1254     | 1287    |
| Разлика:   |       | +6,14 % | +21,04 % | +2,63 % |

| Година:    | 2023. | 2024.   |
| ---------- | ----- | ------- |
| Број људи: | 1280  | 1287    |
| Разлика:   |       | +0,54 % |

Према подацима о броју становника из 2011. године насеље је имало 1.224 становника.